# فروساسکو
فروساسکو (به ایتالیایی: Frossasco) یک کومونه در ایتالیا است که در استان تورین واقع شده‌است.

## خصوصیات
فروساسکو ۲۰٫۲ کیلومترمربع مساحت و ۲٬۸۷۰ نفر جمعیت دارد و ۳۷۶ متر بالاتر از سطح دریا واقع شده‌است.